# Sonata per violino e pianoforte n. 1 (Brahms)
La Sonata n.1 per violino e pianoforte in sol maggiore, opus 78, di Johannes Brahms è un'opera di musica da camera, composta tra il 1878 ed il 1879 a Pörtschach in Carinzia.
Venne suonata per la prima volta, l'8 novembre 1879 a Bonn da Robert Heckmann (violino) e Marie Heckmann-Hertig (piano), che erano marito e moglie. 
La prima esecuzione in pubblico avvenne a Vienna in Austria, il 20 novembre 1879, da un duo formato dal violinista Hellmesberger e dal compositore stesso al pianoforte.
Quest'opera ha ispirato un intero filone del repertorio cameristico romantico.

## Struttura
La sonata è formata da tre movimenti, che sono basati su idee e temi già utilizzati in due lied, "Regenlied" and "Nachklang", op. 59. Per questo a volte viene soprannominata Regensonate (Sonata della pioggia).
1. Vivace ma non troppo (in 6/4)
2. Adagio  (in mi bemolle maggiore, in 2/4)
3. Allegro molto moderato (in sol maggiore, in 4/4)

La durata del pezzo è di circa 28 minuti.